# Anne Deane Berman
Anne Deane Berman (* 1963 als Anne Deane) ist eine US-amerikanische Komponistin, Multimediakünstlerin und Musikpädagogin.

## Biographie
Deane studierte Musik am Oberlin College (1981–85) und an der University of California, Santa Barbara (UCSB) (1991–95). Hier war sie von 1998 bis 2001 Associate Director des Digital Media Innovation Program, einer Partnerschaft der University of California und der kalifornischen Industrie. Von 2001 bis 2003 war sie Assistent Professor für Musik und Mitarbeiterin des Virtual Reality Applications Center an der Iowa State University. 2004–05 unterrichtete sie Computermusik und Musiktheorie an der University of British Columbia, danach war sie Mitarbeiterin des Laboratory of Neuro Imaging an der University of California, Los Angeles. 2007–08 war sie akademische Koordinatorin des Technology Management Program des UCSB. 2010 gründete sie mit ihrem Ehemann Steve Berman Divigations, ein Lernlaboratorium für Robotik, angewandte Wissenschaft und Musik.
Seit 1985 ist Deane als Komponistin aktiv. Neben klassischer Musik für traditionelle und elektroakustische/elektronische Instrumente komponierte sie Musiken für Spiele, interaktive und multimediale Anwendungen und Installationen. Ihr Interesse an multimedialen Liveperformances führte zur Virtual Opera, einer sensorgesteuerten Licht- und Klangproduktion. Ihre Werke wurden bei internationalen Festivals und im Rundfunk aufgeführt und auf CD aufgenommen.

## Werke
- Dreams awake für zwei Flöten und Klavier
- Sweet Tea für zwei Soprane und Klavier
- Slammin für Perkussionist
- Reaching Antares für Cello und Orchester
- Glacius für Klavier
- Positive Thinking für Flöte
- Crossing the Elysian Fields für Streichquartett
- Pharos für Klaviertrio
- Anxiety and Fancy für gemischten Chor
- Hegira Seized für Violine und Klavier

## Diskographie (als Komponistin)
- Anne Deane: Crossings (1999, Innova), enthält sechs Kompositionen von Anne Deane
- Zawa! Landmark Duos for Flutes (2002, Neuma), enthält Deanes Komposition Dreams Awake
- Animated Poetry (2009)
- Palace of Time (2009)
- Acoustic Narratives (2009)